# Kreisel-Drüsling
Der Kreisel-Drüsling (Exidia recisa) ist eine Pilzart der Tremellomycetes aus der Familie der Ohrlappenpilzverwandten (Auriculariaceae). Seine gelb- bis schwarzbraunen, wellig-kegeligen Fruchtkörper wachsen in kleinen Gruppen. Sie erscheinen über das ganze Jahr, vor allem im Spätwinter auf morschem Totholz von Sal-Weiden (Salix caprea) und anderen Laubbäumen. Die Art ist in der ganzen meridionalen bis subborealen Holarktis verbreitet.

## Merkmale

### Makroskopische Merkmale
Der Kreisel-Drüsling bildet gallertige, zunächst kopfig-gestielte Fruchtkörper aus. Später werden sie kreisel- oder leicht becherförmig, wenn der Stiel kegelförmig und das Hymenium auf der Oberseite flacher wird. Die leicht glänzenden Basidiocarpien werden rund 2,5 cm hoch und breit. Sie sind zunächst gelbbräunlich, können aber durch Auswaschung heller und durch Eintrocknung dunkler (bis hin zu schwarzbraun) werden. Der Rand der Oberseite ist leicht kerbig, sie ist zunächst glatt, später runzlig.

### Mikroskopische Merkmale
Die Hyphenstruktur des Kreisel-Drüslings ist wie bei allen Drüslingen monomitisch, besteht also nur aus generativen Hyphen. Sie sind zylindrisch, hyalin und inamyloid.

## Verbreitung
Der Kreisel-Drüsling bewohnt ein holarktisches Artareal, das von Frankreich und Großbritannien bis nach Mexiko reicht. Die Art bevorzugt submeridionale und gemäßigte bis subboreale Klimata.

## Ökologie
Wie auch andere Drüslinge ist der Kreisel-Drüsling ein Saprobiont. Er besiedelt Totholz von Laubbäumen, besonders Sal-Weiden (Salix caprea). Die Fruktifikation erfolgt das ganze Jahr über, besonders im Spätwinter bei kühler, feuchter Witterung nach Regenfällen.